# Ёсано, Акико
Акико Ёсано (яп. 与謝野 晶子 Ёсано Акико, 7 декабря 1878 года, Сакаи, префектура Осака — 29 мая 1942 года, Токио) — японская поэтесса. Автор сборников «Спутанные волосы» (1901), «Маленький веер» (1904), «Плащ любви» (1905), «Танцовщица» (1906). Настоящее имя — Сё Хо (яп. 鳳 志よう Хо: Сё:).
Выступала также как теоретик поэзии танка и синтайси, литературный критик, прозаик. Ёсано перевела на современный японский язык классический роман X века «Гэндзи-моногатари». Перевела дневники писательниц классической поры Идзуми Сикибу и Мурасаки Сикибу.

## Биография
Ёсано (Хо Сёко) родилась в 1878 году в торговом городе Сакаи. Её отец, Хо Сёсити, владел кондитерской, был поставщиком императорского двора; впрочем, гораздо больше, чем торговлей, он интересовался искусством и наукой. Сёко получила прекрасное образование, увлекалась классической японской поэзией. Её первые романтические стихотворения-танка были опубликованы на страницах журнала «Мёдзё» («Утренняя звезда»), редактором которого был влиятельный поэт Ёсано Тэккан («Тигр»). Он и стал героем её лирики: у Акико (печатавшейся пока под своим настоящим именем) и Тэккана начался роман, несмотря на то, что последний был женат. Первый сборник стихотворений Ёсано — «Спутанные волосы» (яп. みだれ髪 мидарэгами, в средневековой поэзии распущенные волосы символизировали страсть) — был издан в 1901 году и немедленно привлёк к себе внимание ценителей поэзии.
Поэтесса покидает родительский дом и уходит к Тэккану, который к тому времени уже расторг брак со своей первой женой Такино. Она пишет стихи, издаёт новые книги («Маленький веер», «Плащ любви»), печатается в «Мёдзё» и «Субару». Критики признают стихотворения Ёсано, созданные ею в период 1901—1910 гг., лучшим из всего, что она написала. К писательнице приходит подлинная слава; она выступает как литературный критик, пишет очерки, статьи и эссе, занимается переводом классических средневековых произведений («Повесть о Гэндзи», «Эйга-моногатари») на современный японский язык. В браке с Тэкканом Ёсано Акико была счастлива, у супругов было одиннадцать детей.
В 1935 году умер Тэккан, Акико посвятила его памяти сборник стихотворений «Собрание белой чайки».
Ёсано скончалась в 1942 году.

## Взгляды
Ёсано была открытой феминисткой, выступала за права женщин и основала женский институт «Бунка-гакуин». Поэтесса была одной из первых представителей в истории японской культуры, понимающей и берущей на себя ответственность за то, что происходит в обществе и жизни. Образ девушки, не желавшей мириться с второстепенным положением женщины в дома в семье, бросившей отчий дом ради любимого, пронизывает её творчество революционным духом романтизма. Её стихотворения говорят об искренности и фальши, срывают «маску лицемерия с учёных, толкующих Путь».
Широкую популярность получило нашумевшее стихотворение, пронизанное духом пацифизма и свидетельствующее о росте демократического сознания в японском обществе — «Не отдавай, любимый, жизнь свою…» (1904). Стихотворение обращено к брату, участнику Русско-японской войны. Оно стало одной из самых известных произведений поэтессы. Однако позже слывшая самой известной пацифисткой страны Ёсано активно поддержала японскую интервенцию в Маньчжурию и призывала японских солдат не страшиться тягот и не бояться смерти, так как «со смертью на поле сражений окровавленное тело воина становится чище цветка сакуры». При этом она продолжала считать себя сторонницей дружбы с Китаем и сочувствовала китайским солдатам — впрочем, исключительно как жертвам Чан Кайши, которого обвиняла в предательстве наследия Сунь Ятсена. В одном из своих последних стихотворений 1942 года она восхищается сыном-лейтентантом императорской армии, призывая того «храбро сражаться» за императора в «священной войне».
Японский исследователь Кимура Ки проводит прямую параллель, разбирая стихотворение «Не отдавай, любимый, жизнь свою!» с памфлетом Льва Толстого «Одумайтесь!» вслед за историком японской литературы Хисао Хоммой, отметившим влияние русского писателя на творчество Ёсано в капитальном труде «История японской литературы эпохи Мэйдзи» (1943).

## Лирика

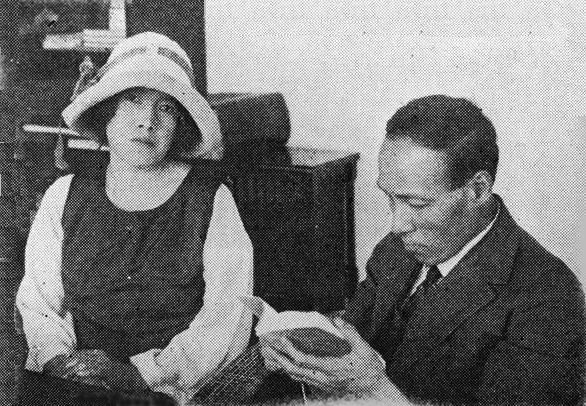
Акико Ёсано и её муж, поэт Ёсано Тэккан

Рубеж XIX—XX веков называют «Серебряным веком японской поэзии». После «реставрации Мэйдзи» Япония открылась западным влияниям; появилась необходимость в реформации традиции (и не только поэтической). Такие серьёзные поэты, как Ёсано Тэккан, Китахара Хакусю, Исикава Такубоку объединились в романтическую «Школу Утренней звезды» — к ней принадлежала и Акико Ёсано. В своих стихотворениях поэтесса бросает вызов традиционной морали, выступает за свободную любовь, раскрепощение личности; она гармонично соединяет образы-символы классической поэзии (цветущая вишня, хаги, бива, светлячки) с западными заимствованиями. Не раз подвергалась жёсткой критике за откровенный эротизм некоторых стихотворений. Основная тема лирики Ёсано — любовь, большинство из стихов посвящено Тэккану. Огромное влияние оказали на её творчество стихотворения знаменитых поэтесс средневековья Идзуми-сикибу, Оно-но Комати.
На русском языке известным стало стихотворение «Трусость», использованное (с небольшими изменениями) братьями Стругацкими в романе «За миллиард лет до конца света»:
Сказали мне, что эта дорога
меня приведёт к океану смерти,
и я с полпути повернула вспять.
С тех пор все тянутся предо мною
кривые, глухие окольные тропы.

## Библиография

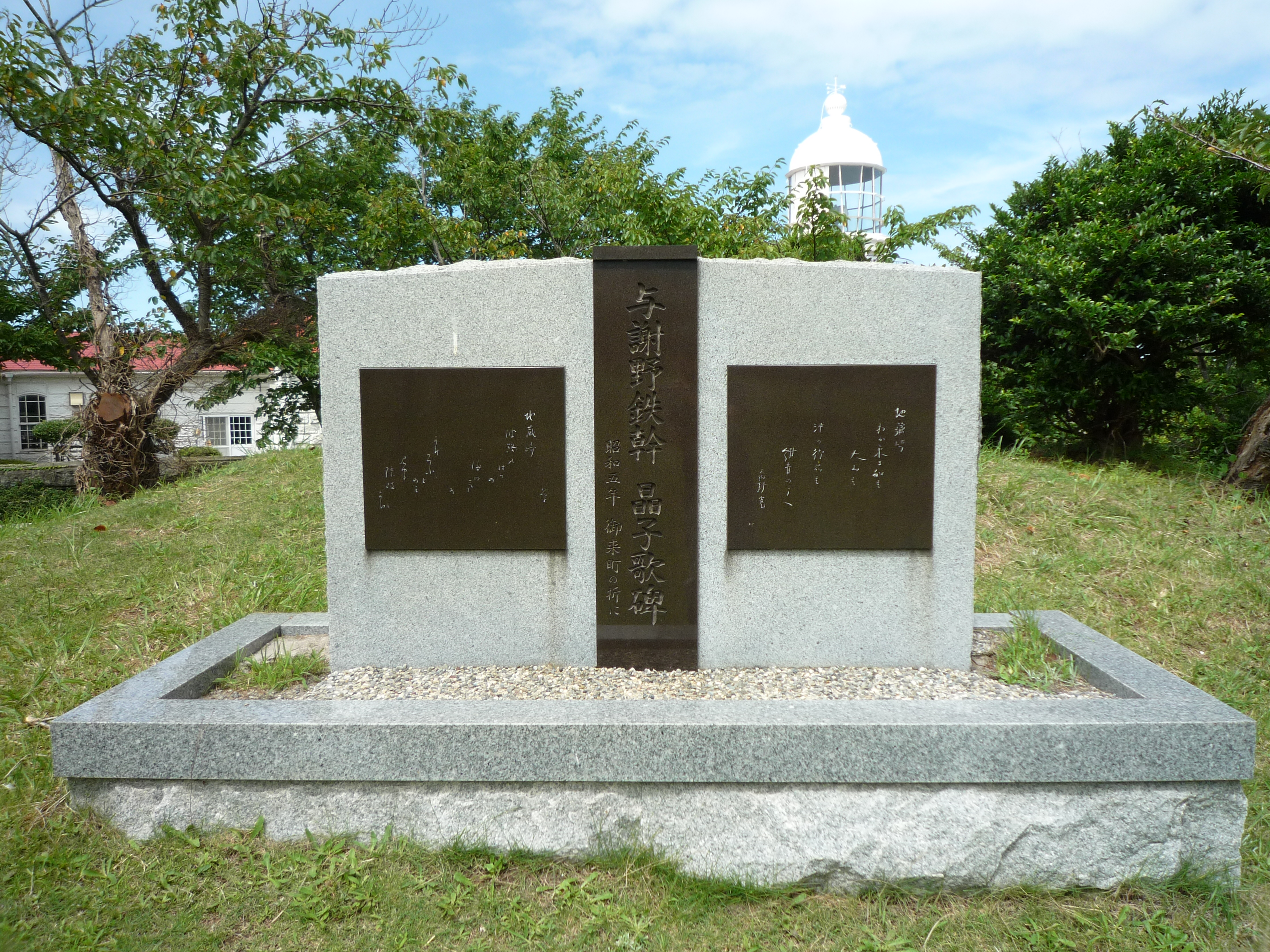
Могилы Акико Ёсано и Ёсано Тэккан

## Публикации на русском языке
- Ёсано Акико. Лунные блики / Ёсано Акико. переводы А. Долина — М.: Главная редакция восточной литературы издательства «Наука», 1991. — 376 с — ISBN 5-02-017033-X.
- Ёсано Акико. Багряные пионы. Шедевры поэзии танка серебряного века — М.: Гиперион, 2000. — 384 с — (Японская классическая библиотека). — ISBN 5-89332-025-5.
- Ёсано Акико. На ложе любви. Из японской поэзии Серебряного века — М.: Эксмо, 2006. — 320 с — ISBN 5-699-17850-3.
- Ёсано Акико. Спутанные волосы / Ёсано Акико; переводы Елены Дьяконовой. — М.: Эксмо, 2007. — 318 с : ил., портр. — (Золотая серия поэзии). — ISBN 978-5-699-21828-8.